# Krængeror
Et krængeror sidder yderst på en flyvinges bagkant. Når krængeroret vippes opad, vil vingen dykke, og hvis krængeroret vippes nedad, vil vingen løftes. Da styrbords og bagbords krængeror arbejder modsat, vil flyet rotere om længdeaksen, også kaldet roll. Krængerorene påvirkes ved at vippe styrepinden til den side, man vil krænge til. I andre fly drejes flyrattet (control column). 

## Portmanteau-ord
Deltavingede fly uden haleplan har kombineret krængeror med højderor til elevons. Nogle fly, f.eks. F-16, har kombineret flaps med krængeror til flaperons. Fly med variabel pilgeometri, f.eks. Tornado, supplerer krængerorene med asymmetrisk bevægelige højderor kaldet tailerons.
Under drejning anvendes krængerorene til at korrigere for centrifugalkraften. Krængeror har tidligere været kaldt for 'balanceklapper' blandt lægfolk.